# Nanne Bergstrand
Kurt-Arne René „Nanne“ Bergstrand (* 28. April 1956 in Markaryd) ist ein ehemaliger schwedischer Fußballspieler, der mittlerweile als Trainer tätig ist. Mit Kalmar FF holte er als Trainer jeweils einmal den Lennart-Johansson-Pokal als schwedischer Meister und den Landespokal, in dessen Endspiel er zwei weitere Male stand.

## Werdegang
Bergstrand begann seine Karriere bei Markaryds IF. 1976 verließ er den Klub, mit dem er in die drittklassige Division 3 Södra Götaland aufgestiegen war, und wechselte zum amtierenden Meister Halmstads BK. Bei seinem neuen Klub stand er zwei Jahre unter Vertrag, ehe er zu Markaryds IF zurückkehrte. Nach zwei Jahren in der dritten Liga wurde er abermals von einem Klub aus der Allsvenskan verpflichtet. Mit Kalmar FF belegte er 1981 und 1982 jeweils nur Relegationsplätze und nach dem Abstieg in die Zweitklassigkeit 1982 kehrte er abermals zu seinem Heimatklub Markaryds IF zurück. Beim mittlerweile in die vierte Liga abgestiegenen Verein gelang in seinem ersten Jahr die Rückkehr in die Drittklassigkeit.
Parallel begann Bergstrand als Trainer beim unterklassigen Traryds IF. Nachdem 1984 durch zwei Siege in den Aufstiegsspielen gegen Linköpings FF der Durchmarsch in die zweite Liga gelungen war, wurde er 1985 zum Spielertrainer bei Markaryds IF befördert. Im ersten Jahr in der Division 2 Södra gelang noch der Klassenerhalt, im zweiten Jahr wurde die Mannschaft Vorletzte. Nach dem direkten Wiederaufstieg und einem achten Platz 1988 beendete er seine aktive Laufbahn. In den folgenden Jahren konnte er den Klub im hinteren Bereich der zweiten Liga etablieren, ehe am Ende der Spielzeit 1991 der erneute Abstieg in die Drittklassigkeit stand.
Bergstrand übernahm 1992 den seinerzeitigen Fünftligisten Växjö Norra IF, den er auf Anhieb zum Aufstieg und anschließend zur Vizemeisterschaft in der viertklassigen Division 3 Sydöstra Götaland führte. In der folgenden Aufstiegsrunde gelang der Durchmarsch in die Drittklassigkeit, Bergstrand wurde jedoch aufgrund der Erfolge vom lokalen Erstligisten Östers IF abgeworben, wo er bis 1996 blieb. Während der Spielzeit 1997 übernahm er den im Abstiegskampf befindlichen Zweitligisten IK Oddevold, verpasste aber den Klassenerhalt und wechselte zu seiner ehemaligen Station als Spieler, zum Kalmar FF nach Småland. Er führte den Liganeuling als Zweitligameister zurück in die Allsvenskan, verpasste dort jedoch den Klassenerhalt. Daher zog er weiter zu Helsingborgs IF und führte den Klub in die UEFA Champions League. In den ersten drei Spielen der Gruppe war seine Mannschaft chancenlos, aber in den abschließenden Spielen gelang gegen Rosenborg BK ein 2:0-Erfolg und vom FC Bayern München und Paris Saint-Germain trennte man sich unentschieden. Zudem gelang in der Allsvenskan 2000 die Vizemeisterschaft.
2002 kehrte Bergstrand abermals zu Kalmar FF zurück. Zwar wurde in der Spielzeit 2002 der Klassenerhalt verpasst, aber die Superettan wurde dominiert und der direkte Wiederaufstieg bewerkstelligt. Die mit jungen Spielern wie Mikael Eklund, César Santin oder Daniel Mobaeck gespickte Mannschaft konnte er in den folgenden Jahren im vorderen Bereich der Allsvenskan etablieren. 2007 führte er KFF ins Pokalfinale, das mit 3:0 über IFK Göteborg gewonnen wurde, und erreichte die Vizemeisterschaft. In der Spielzeit 2008 hielt er die Mannschaft von Saisonbeginn an in der Spitzengruppe und führte den Klub zum ersten Meistertitel der Vereinsgeschichte. Das Double wurde durch eine Niederlage im Pokalfinale gegen Vorjahresfinalist IFK Göteborg erst im Elfmeterschießen verpasst.
In der Spielzeit 2009 gelang Bergstrand nach einem schwachen Saisonstart mit Kalmar FF der vierte Rang und damit der erneute Einzug in den Europapokal. Im Sommer scheiterte er bereits in der 2. Qualifikationsrunde zur Champions League 2009/10 nach Auswärtstorregel am ungarischen Vertreter VSC Debrecen. In der Folge platzierte sich der Klub vornehmlich im mittleren Tabellenbereich, 2011 erreichte die Mannschaft erneut das Pokalfinale. Gegen den Meister Helsingborgs IF ging dieses jedoch verloren.
Am 8. Juli 2013 verkündete Bergstrand, zum Saisonende nach zwölf Jahren Kalmar FF verlassen und sich neuen Zielen widmen zu wollen. Zur folgenden Spielzeit übernahm er das Cheftraineramt beim seinerzeitigen Zweitligisten Hammarby IF, den er als Meister der Zweitliga-Spielzeit 2014 zurück in die Allsvenskan führte. Dort platzierte er sich in den folgenden beiden Jahren im hinteren Mittelfeld. Nach Ende der Spielzeit 2016 trennte sich der Verein von ihm, da er seine höheren Ambitionen mit „einer neuen Kraft“ verfolgen wollte. Im Juni 2017 kehrte Bergstrand abermals als Trainer zu Kalmar FF zurück, da dort Peter Swärdh nach lediglich acht Punkten in den ersten zwölf Partien entlassen worden war, und unterzeichnete einen bis Ende 2019 gültigen Kontrakt.